# 로드리 모건
로드리 모건(웨일스어: Hywel Rhodri Morgan, 1939년 9월 29일 ~ 2017년 5월 17일) 은 웨일스 행정수반을 지낸 영국의 정치인이다. 2000년부터 2009년까지 직무를 수행하였다.
| 전임 알룬 미셸 | 영국의 웨일스 행정수반 2000년 2월 9일 ~ 2009년 12월 9일 | 후임 카륀 존스 |